# Papirus 39
Papirus 39 (według numeracji Gregory-Aland), oznaczany symbolem {\displaystyle {\mathfrak {P}}^{39}} – wczesny grecki rękopis Nowego Testamentu pisany na papirusie, w formie kodeksu. Paleograficznie datowany jest na III wiek, zawiera niewielkie fragmenty Ewangelii Jana. Strony papirusu są numerowane. Jest cytowany w krytycznych wydaniach greckiego tekstu Nowego Testamentu.

## Opis
Zachowały się jedynie fragmenty kodeksu z tekstem Ewangelii Jana 8,14–22 (znaczna część karty uległa zniszczeniu). Oryginalny kodeks zawierał prawdopodobnie całą Ewangelię Jana, ponieważ na stronie recto fragmentu widnieje numer strony οδ (= 74). Oryginalne karty kodeksu miały rozmiar 26 na 16 cm (obecnie 25,6 na 8).
Tekst pisany jest 1 kolumną na stronę, 25 linijek na stronę, litery są wielkie, pionowe i pięknie kaligrafowane. Zdaniem Comforta rękopis sporządził profesjonalny skryba.
Nomina sacra (imiona święte) zapisywane są skrótami: ΠΗΡ (Ojciec), ΠΡΑ (Ojca), ΙΗΣ (Jezus).

## Tekst
Tekst grecki rękopisu reprezentuje proto-aleksandryjską tradycję tekstualną. Kurt Aland opisał go jako „tekst ścisły” i zaklasyfikował do kategorii I. Według Grenfella i Hunta tekst jest pokrewny dla Kodeksu Watykańskiego. Ellwood Schofield ocenił, że jest całkowicie zgodny z Kodeksem Watykańskim. Potwierdził to Philip Comfort. Po odkryciu {\displaystyle {\mathfrak {P}}^{75}} okazało się, że jest mu bliski pod względem tekstualnym. Nie zawiera unikatowych, nie występujących w innych rękopisach wariantów tekstowych.

## Historia
Odkrywcy fragmentu datowali go na IV wiek. C.H. Roberts oraz T.C. Skeat twierdzili, iż powstał w pierwszej połowie III wieku. Aland datował go na III wiek i data ta jest podtrzymywana przez INTF. Comfort opowiedział się za pierwszą połową III wieku. Przyjmuje się, że rękopis powstał w Egipcie.
Fragment odkryty został w Oksyrynchos przez Grenfella i Hunta, którzy opublikowali jego tekst w 1922 roku. Na liście rękopisów znalezionych w Oksyrynchos znajduje się na pozycji 1780. Ernst von Dobschütz umieścił go na liście rękopisów Nowego Testamentu, w grupie papirusów, dając mu numer 39. W 1924 roku został przekazany do baptystycznego Crozer Theological Seminary (ze względu na finansowanie prac w Oksyrynchos). W 1980 Crozer Seminary zostało połączone z ekumenicznym Colgate Theological Seminary w Rochester. Do roku 2003 przechowywany był w Ambrose Swasey Library (Inv. 8864) w Rochester. 20 czerwca 2003 roku został sprzedany za 400 000 dolarów i jest to jak dotąd najwyższa cena, jaką zapłacono za chrześcijański tekst w publicznym przetargu. W 2004 roku był wystawiany w wielu amerykańskich muzeach. Obecnie przechowywany jest w Nowym Jorku (Artists Right Society, Inc., 536 Broadway, 5th Floor).
Rękopis badany był przez takich paleografów i krytyków tekstu, jak Ellwood M. Schofield, Guglielmo Cavallo, Philip Comfort i David Barett. Facsimile kodeksu publikowali Kenneth W. Clark i Guglielmo Cavallo.
Cytowany jest w krytycznych wydaniach Nowego Testamentu. W 27 wydaniu Nestle-Alanda (NA27) został zaliczony do rękopisów cytowanych w pierwszej kolejności, co oznacza, że każdy jego wariant odbiegający od tekstu rezultatywnego jest odnotowywany w aparacie krytycznym.